# Rudolph Lewis
Rudolph Ludewyk Lewis (Pretoria, 12 luglio 1887 – Pretoria, 29 ottobre 1933) è stato un ciclista su strada sudafricano.

## Palmarès

### Olimpiadi
- Oro a Stoccolma 1912 nella corsa individuale.